# Comuna Terehove, Berdîciv
Terehove (în ucraineană Терехівська сільська рада) este o comună în raionul Berdîciv, regiunea Jîtomîr, Ucraina, formată din satele Kîkîșivka și Terehove (reședința).

## Demografie
Componența lingvistică a satului Terehove
     Ucraineană (97,87%)
     Rusă (2%)
     Alte limbi (0,13%)
Conform recensământului din 2001, majoritatea populației satului Terehove era vorbitoare de ucraineană (97,87%), existând în minoritate și vorbitori de rusă (2%).